# Precious Lara Quigaman
Precious Lara Quigaman (03 de janeiro de 1983, Filipinas) é uma modelo das Filipinas que venceu o concurso Miss Internacional 2005.
Ela foi a quarta de seu país a vencer este concurso, realizado no Japão em 26 de setembro de 2005. 

## Biografia
Apesar de ter crescido nas Filipinas, ela se formou em Comunicação e Artes no Reino Unido, país onde morou com a família por algum tempo e onde sua mãe trabalhou como enfermeira. 
É atriz, casada e tem dois filhos. 

## Participação em concursos de beleza

### Binibining Pilipinas
Participou do  Binibining Pilipinas (Miss Filipinas) duas vezes, em 2001 e 2005. Neste último ano, ela ficou em terceiro lugar, o que lhe deu o direito de participar do Miss Internacional. 

### Miss Internacional
No Japão ela disputou a coroa com outras 51 candidatas, vindas de diversos países, e no dia 26 de setembro de 2005 foi coroada Miss Internacional 2005.  

## Vida pós-concursos

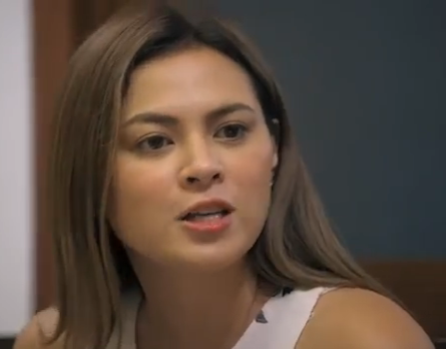
Precisous durante cena da novela "Love Is..." em 2017

Após participar dos concursos e tendo terminado seu reinado, Lara seguiu a carreira de atriz e continuou a trabalhar como modelo.  
É casada e tem dois filhos.  
Ela atrai atenção também por suas posições. Em 2018, por exemplo, logo após ter tido seu segundo filho, uma postagem em seu Instagram sobre a cobrança referente ao corpo perfeito logo após o parto mereceu atenção da imprensa de seu país-natal. 